# 滑鼠鍵
滑鼠鍵，又稱模擬滑鼠，是在圖形使用者介面上的功能，使用者能用鍵盤上的按鍵（通常是數字鍵）作定點裝置（主要是用作取代滑鼠）。早年在可視編輯器上能用方向鍵移動遊標，滑鼠鍵起源於此。過去終端機通常沒有配備滑鼠，故滑鼠鍵是主要的定點裝置。自後滑鼠變得普遍後，滑鼠鍵則變成輔助性質，通常在以下的情況使用：
- 精準作業（如：工業繪圖）
- 方便殘障人士
- 環境限制，例如在搖擺的車廂中
- 定點裝置壞掉

現今的滑鼠鍵大多是根據X Window系統在1984年製定、以數字鍵操作的標準。

## 佈局

X Window系統上滑鼠鍵的預設佈局

| key      | action                                 |
| -------- | -------------------------------------- |
| Num Lock | 與Alt、⇧ Shift一起按： 啟用/停用滑鼠鍵 |
| 8        | 向上移動                               |
| 2        | 向下移動                               |
| 6        | 向右移動                               |
| 4        | 向左移動                               |
| 7        | 向左上移動                             |
| 9        | 向右上移動                             |
| 3        | 向右下移動                             |
| 1        | 向左下移動                             |
| /        | 選擇主鍵                               |
| *        | 選擇修飾鍵                             |
| -        | 選擇替代鍵                             |
| 5        | 單擊                                   |
| +        | 雙擊                                   |
| 0        | 長按按鍵                               |
| .        | 放開按鍵                               |
| Enter    | 輸入鍵                                 |

## MouseKeysAccel
| 參數           | 意思                                 |
| -------------- | ------------------------------------ |
| mk_delay       | 按下按鍵和開始加速之間的時間（毫秒） |
| mk_interval    | 重複運動事件之間的時間（毫秒）       |
| mk_max_speed   | 最高速度                             |
| mk_time_to_max | 加速至最高速度的時間                 |
| mk_curve       | 加速度                               |

此5項參數都可被設定。

X window system MouseKeysAccel trajectory

X Window System的MouseKeysAccel決定了游標的加速度。按下方向鍵的一瞬間，游標會移動一段距離，取決於action_delta。過了mk_delay後，假如按鍵未放開，游標會加速移動，直到過了前mk_time_to_max後，游標就會以mk_max_speed勻速移動。
游標移動速度以指數增長。
{\displaystyle \mathrm {action\_delta} \times \mathrm {mk\_max\_speed} \times \left({\frac {i}{\mathrm {mk\_time\_to\_max} }}\right)^{\frac {1000+\mathrm {mk\_curve} }{1000}}}
| mk_curve | 移動                           |
| -------- | ------------------------------ |
| -1000    | 勻速移動                       |
| 0        | 勻加速運動，速度直線上升       |
| 1000     | 勻加加速度運動，加速度直線上升 |

## 啟用
在使用X Window System的Xorg和XFree86等類Unix系統，如Linux、BSD和AIX，啟用和停用滑鼠鍵的快速鍵的非官方標準是⇧ Shift+Alt+Num Lock，有時沒有加速度的滑鼠鍵可以透過⇧ Shift+Num Lock啟用，這取決於視窗管理員，而且都可在設定檔修改。在Xorg下，setxkbmap可用來啟用滑鼠鍵。
setxkbmap -option keypad:pointerkeys
另外亦有程式可以重新設定滑鼠按鍵，如xmousekeys （页面存档备份，存于）和xdotool （页面存档备份，存于）。
在macOS上可在「系統偏好設定」→「輔助使用」→「滑鼠與觸控式軌跡板」啟用滑鼠鍵，也可以按下快速鍵⌥ Opt+⌘ Cmd+F5，或快速按下Touch Bar上的Touch ID 三次。
在Windows可在「控制面板」→「輕鬆存取中心」→「讓滑鼠更容易使用」→「使用鍵盤控制滑鼠」啟用滑鼠鍵，或按下快速鍵左邊Alt+⇧ Shift+Num Lock。